# 柳原銀行

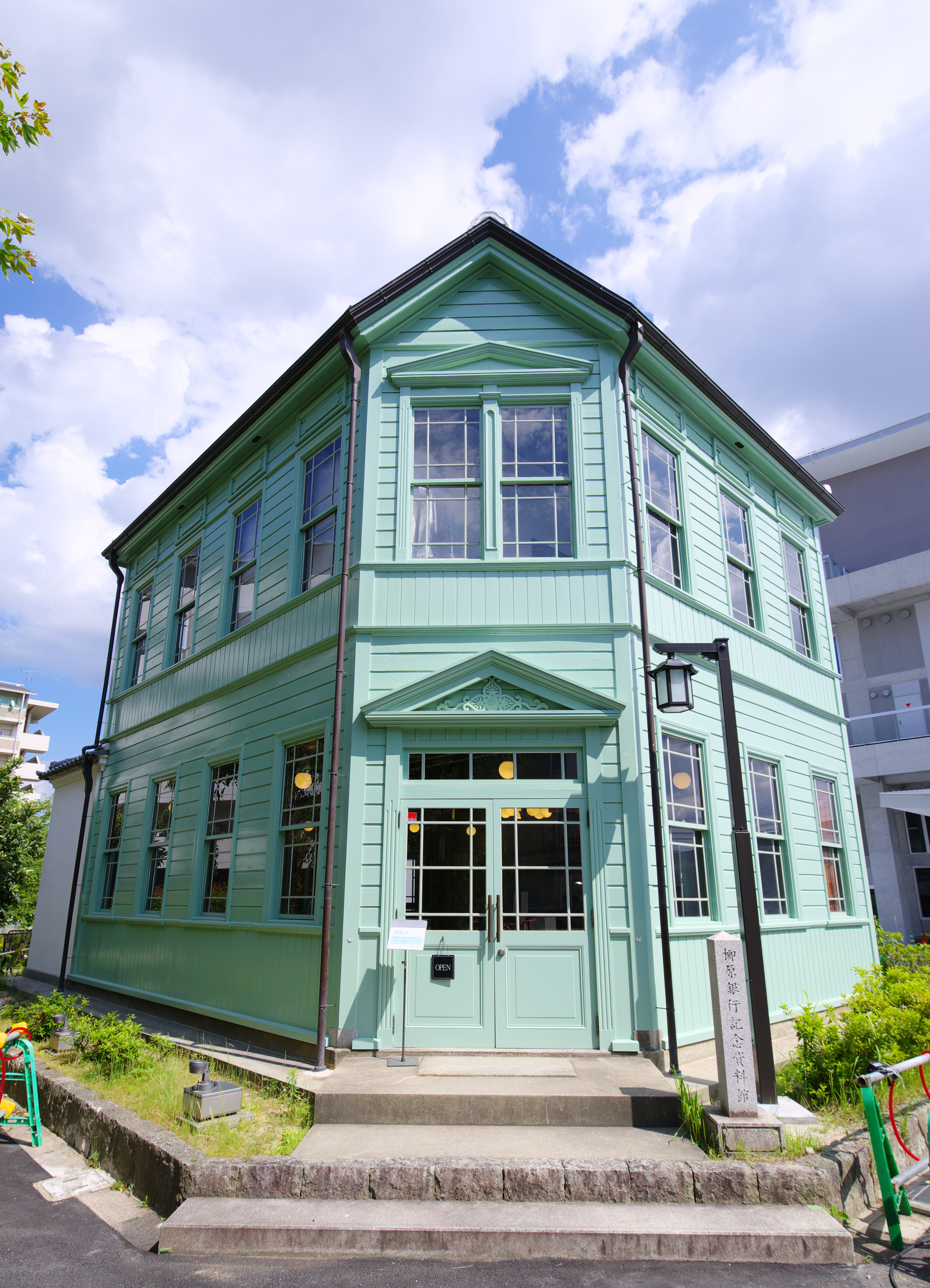
柳原銀行跡（柳原銀行記念資料館）

座標: 北緯34度59分10.2秒 東経135度45分52.9秒 / 北緯34.986167度 東経135.764694度柳原銀行（やなぎはらぎんこう）は、明治期に京都府柳原町（現：京都市下京区）で設立された私立銀行。被差別部落の住民により設立された日本で唯一の銀行であり、皮革業者等を取引先に抱えた。

## 概要
1899年（明治32年）に、柳原町（崇仁地区）の町長経験者でもあった明石民蔵らによって設立された。その後、事業地域も京都市内全域に拡がり、1920年（大正9年）に山城銀行（やましろぎんこう）に改称した。しかし、1927年（昭和2年）の昭和金融恐慌時に取り付け騒ぎが発生して休業に陥り、その後破産に至った。
現存する建物は、商店などに転用された後、1994年（平成6年）に京都市登録有形文化財に登録され、1997年（平成9年）に柳原銀行記念資料館として開館した。

## 沿革
- 1899年（明治32年）6月15日：合資会社として設立[4]
- 1920年（大正9年）6月：株式会社へ改組
- 1920年（大正9年）8月：山城銀行に改称[5]（10月登記[6]）
- 1927年（昭和2年）2月：昭和金融恐慌を受け休業
- 1927年（昭和2年）9月26日：破産宣告[3][7]

## 支店・出張所
- 山城銀行 塩小路支店[8]
- 山城銀行 乙訓支店[8]
- 山城銀行 七条支店[8]
- 山城銀行 桂出張所[8]

## 役員

### 柳原銀行

#### 『日本全国諸会社役員録 明治33年』
- 業務担当社員 頭取・明石民蔵[9]
- 業務担当社員 理事・桜田儀兵衛[9]
- 監査役・見村喜三郎、明石周治郎[9]

#### 『日本全国諸会社役員録 明治40年』
- 業務担当社員・明石民蔵[10]、明石周治郎[10]

#### 『日本全国諸会社役員録 明治44年』
- 頭取・明石民蔵[11]
- 理事・明石周治郎[11]

#### 『日本全国諸会社役員録 第21回』
- 業務担当社員・明石周治郎[12]、桜田儀兵衛[12]

#### 『日本全国諸会社役員録 第25回』
- 頭取・桜田儀兵衛[13]
- 理事・金沢小三郎[13]

### 山城銀行

#### 『日本全国諸会社役員録 第30回』
- 頭取・池田長康[14]
- 常務取締役・石原泰次郎[14]
- 取締役・若林嘉七、松波甚之助、岡本祐三郎、京極文蔵、同兼支配人・内藤孝三郎[14]
- 監査役・大瀧新之助、井上英次郎[14]

#### 『日本全国諸会社役員録 第31回』
- 頭取・池田長康[15]
- 常務取締役・石原泰次郎[15]
- 取締役・若林嘉七、松波甚之助、岡本祐三郎、橋中儀兵衛、同兼支配人・内藤孝三郎[15]
- 監査役・大瀧新之助、井上英次郎[15]

#### 『日本全国諸会社役員録 第35回』
- 頭取・池田長康[8]
- 取締役・内藤孝三郎、斎藤良一、小野義孝、岡本祐三郎、木村六助、大瀧新之助[8]
- 監査役・井上英次郎、若林嘉七[8]